# YF-79
YF-79是中国继YF-73、YF-75和YF-75D之后的第四代上面级液氢液氧火箭发动机，采用膨胀循环，将用於长征九号运载火箭的第三级。借助火炬电点火器，它可以进行多次启动。

## 研发
2021年12月10日和12月17日，发动机首台推力室挤压试验，试验取得圆满成功。
2022年9月5日，首次整机热试车圆满成功。
2022年11月16日，发动机再次完成全系统试验，本次试验首次搭载推力闭环调节，主级工作过程中实现多个工况深度变推，试验按照预定程序起动，发动机工作正常，试验数据获取完整，试验取得圆满成功。。